# 브레이브 스톰
《브레이브 스톰》(BRAVE STORM)은 일본에서 제작된 오카베 준야 감독의 2017년 액션 영화이다. 다이토 슌스케 등이 주연으로 출연하였다.

## 출연

### 주연
- 다이토 슌스케
- 요시자와 히사시
- 와타나베 슈

### 조연
- 단 미츠
- 야마모토 치히로